# Imad Hadar
Imad Hadar (Rotterdam, 12 mei 1998) is een Marokkaans-Nederlands professioneel kickbokser die onder contract staat bij GLORY.

## Biografie
Hadar is geboren en opgegroeid in Rotterdam. Zijn ouders verhuisden vóór zijn geboorte vanuit Casablanca naar Nederland. Hij begon op tienjarige leeftijd met kickboksen. Hadar koos ervoor om te vechten onder de Marokkaanse vlag. Hij groeide op in Rotterdam Zuid, verhuisde in 2019 tijdelijk naar Casablanca om daarna weer terug te keren naar zijn geboortestad Rotterdam.

## Carrière
Hadar tekende in 2017 als jongste vechter ooit een contract bij kickboksorganisatie Glory. Hij maakte op Glory 40 in Kopenhagen zijn debuut tegen Freddy Kemayo. Hadar verloor die partij op TKO. Later gaf Hadar aan niet goed genoeg te hebben getraind.
Hadar maakte op Glory 45 in Amsterdam zijn rentree in een viermans-toernooi.
Hij vocht in de eerste wedstrijd tegen de Amerikaan Manny Mancha. Hadar domineerde de partij maar brak zijn hand na een stoot op zijn tegenstander en kon niet meer door.
Na zijn verlies tegen Mancha besloot Hadar te gaan vechten voor de Zwitserse vechtorganisatie Austrian Fight Challenge. Daar won hij al zijn partijen en werd zo de AFC Light heavyweight World Champion.
Na enkele losse winstpartijen in Turkije, tekende hij in oktober 2022 opnieuw een contract bij GLORY in de middleweightdivisie.

## Titels
- Austrian Fight Challenge
  - 2019 AFC Lightheavyweight World Champion